# Звонко Стояновски
Звонко Стояновски (на македонска литературна норма: Звонко Стоjановски) е югославски военен летец, бригаден генерал от Северна Македония, един от основателите на македонските военновъздушни сили и противовъздушна отбрана.

## Биография
Роден е на 18 декември 1954 г. в Куманово. Завършва основно образование в Куманово, а през 1973 г. и военна гимназия в Мостар. През 1976 г. завършва Висшата военновъздушна академия на ЮНА. В периода 1977 – 1982 г. е летец в Земуник. От 1982 до 1988 г. е помощник-командир на ескадрила по стрелбата, ракетите и бомбардировките. Между 1988 и 1989 г. е командир на авиационно отделение. През 1989 г. завършва курс за командири на батальони, дивизиони и командири на ескадрила. От 1989 до 1990 г. е заместник-командир на ескадрила и същевременно помощник по техниката на пилотиране в ескадрилата. В периода 1990 – 1992 г. е командир на изтребително-бомбардировъчна ескадрила в Петровец. От 1992 до 1993 г. е командир на авиационна бригада пак там. В периода 1993 – 1997 г. е началник-щаб и същевременно заместник-командир на военновъздушните сили и противовъздушната отбрана на Република Македония. През 1995 г. завършва Военната академия „Михайло Апостолски“ в Скопие. По-късно учи стратегически изследвания за отбраната и сигурността в „Центъра Маршал“ в Гармишпартенкирхен. В периода 1997 – 2003 г. е командир на военновъздушните сили и противовъздушната отбрана. Има нальот от повече от 6000 часа. Летец-изпитател и летец на самолетите „УТВА – 66 и 75“, „Злин – 242“, „Галеб – Н – 60“, „Супер Галеб – Н – 62“, „Ястреб – Ј – 21 и НЈ – 21“, „Орел – Ј-22, НЈ-22 и Су-25“.

## Военни звания
- Подпоручик (1976)
- Поручик (1978)
- Капитан (1981)
- Капитан I клас (1985)
- Майор (1989)
- Подполковник (1993)
- Полковник (1998)
- Бригаден генерал (2001)

## Награди
- Орден за военни заслуги със сребърни мечове, 1981 година;
- Орден на Народната армия със сребърна звезда, 1987 година;